# Ali Salmeen
Ali Salmeen Al-Bloushi (ur. 4 lutego 1995) – emiracki piłkarz występujący na pozycji pomocnika w drużynie Al-Wasl.

## Kariera reprezentacyjna
Salmeen zadebiutował w kadrze 27 maja 2014 roku w towarzyskim starciu przeciwko Armenii. Na kolejne występy musiał czekać do 2017 roku, gdy pojechał na turniej Pucharu Zatoki Perskiej, w którym ZEA zajęło drugie miejsce. Znalazł się w kadrze na Puchar Azji 2019. 20 listopada 2018 roku zdobył swoją pierwszą bramkę w kadrze w meczu przeciwko Jemenowi.